# Vergilius Augusteus

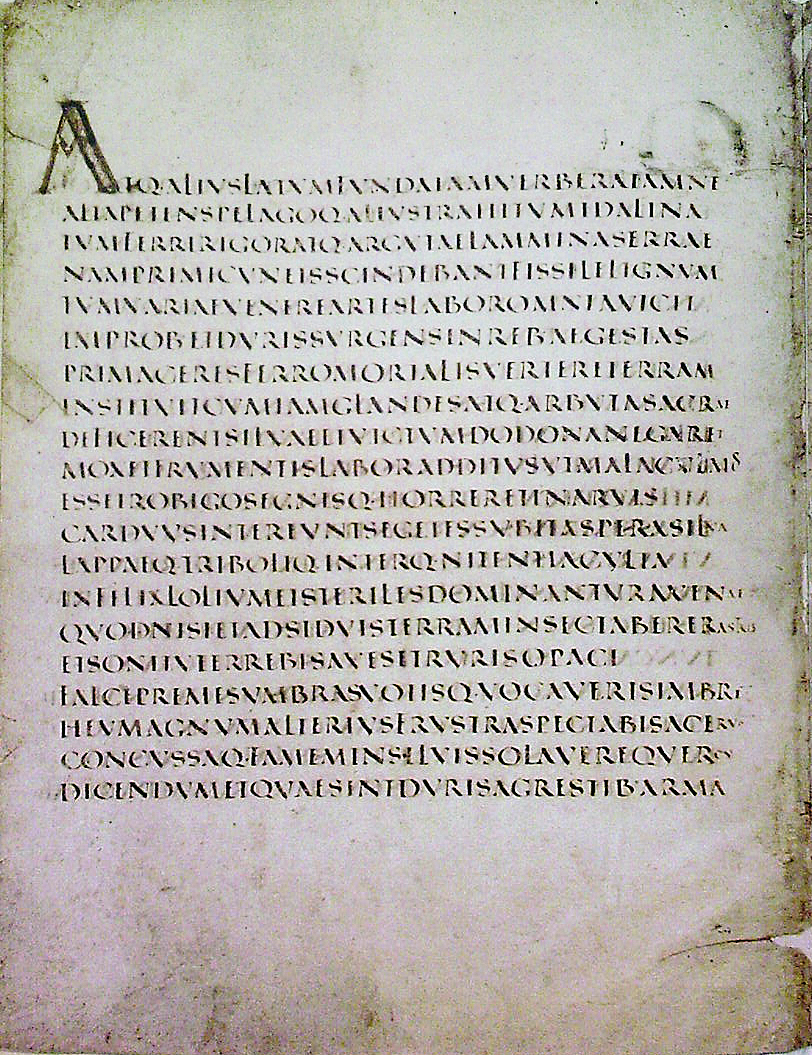
Vergil, Georgica 1, 141–160 im Vergilius Augusteus, Vatikanstadt, BAV, lat. 3256, Fol. 2r

Der nur äußerst fragmentarisch erhaltene Codex Vergilius Augusteus ist eine spätantike Prachthandschrift von Werken des römischen Dichters Vergil, wohl aus dem 6. Jahrhundert. Aus einem Brief des Humanisten Claude Dupuy an Giovanni-Vincenzo Pinelle, einen Mittelsmann Fulvio Orsinis, von 1574 geht hervor, dass der Vergilius Augusteus wie der Vergilius Romanus einst der Bibliothek der Abtei Abtei St-Denis gehört hat.  Nach dem Tode Orsinis 1600 gelangten die von ihm erworbenen Blätter durch testamentarische Verfügung 1602 in die Biblioteca Apostolica Vaticana, wo sie heute unter der Signatur Vatikanstadt, BAV, latinus 3256 verwahrt werden. Drei weitere Blätter, die aus dem Besitz des Humanisten Pierre Pithou an die niederländische Familie van Limborch gelangt waren, erwarb 1862 Georg Heinrich Pertz auf einer Auktion für die  königliche Bibliothek zu Berlin, die heutige Staatsbibliothek zu Berlin preußischer Kulturbesitz (SBPK), wo sie die Signatur Ms. lat. fol. 416 tragen. Auf Grund der Auslagerungen während des Zweiten Weltkrieges kamen sie zusammen mit anderen Handschriften zwischenzeitlich in die Universitätsbibliothek Tübingen. Sie befinden sich heute wieder in der Berliner Staatsbibliothek und gehören zu ihren Zimelien.
Von der Handschrift sind nur sieben ihrer Pergamentblätter mit den Georgica und vier Versen der Aeneis erhalten, vier in der BAV (Vat. lat. 3256) mit Georgica (fragmenta) auf Fol. 1r-2v (gezählt sind hier Doppelblätter!) und drei in der Staatsbibliothek zu Berlin (Ms. lat. fol. 416). Ein im Original verlorenes achtes Blatt mit Versen aus Buch IV. der Aeneis, auch dieses einst im Besitz von Pierre Pithou, ist lediglich durch einen Stich in der von Thierry Ruinart herausgegebenen zweiten Auflage von Jean Mabillon De re diplomatica von 1709, S. 635 und S. 637, dokumentiert. Für die Textüberlieferung der Werke Vergils ist der Vergilius Augusteus nicht von Bedeutung. In den Editionen trägt er die Sigle A.
Der Vergilius Augusteus ist in Capitalis quadrata geschrieben und ist eines der wenigen Beispiele dafür, dass diese Schrift in der römischen Spätantike für andere Texte als Inschriften und auf anderen Beschreibstoffen als den für epigraphische Texte üblichen verwendet wurde. Die Seiten des Vergilius Augusteus werden von Zierinitialen eingeleitet. Das Layout mit dem ungewöhnlich großen Format von ca. 42 cm Seitenhöhe und ca. 32 cm Breite, dem aufgrund der relativ geringen Verszahl von 20 pro Seite sowie der Buchstabenhöhe von ca. 0,6 cm Höhe fast quadratischen Schriftspiegel und dem breiten oberen und unteren Seitenrand korrespondiert dem monumentalen Eindruck der Capitalis quadrata.
Es gibt noch eine Reihe weiterer berühmter Vergilhandschriften der Spätantike.

## Faksimile
- Carl Nordenfalk: Vergilius Augusteus. Vollständige Faksimile-Ausgabe, Codex Vaticanus latinus 3256 der Biblioteca Apostolica Vaticana und Codex latinus fol. 416 der Staatsbibliothek Preußischer Kulturbesitz. Graz 1976 (Codices selecti phototypice impressi, 56)